# Jamesons rödkanin
Jamesons rödkanin (Pronolagus randensis) är en däggdjursart som beskrevs av Jameson 1907. Jamesons rödkanin ingår i släktet rödkaniner och familjen harar och kaniner. IUCN kategoriserar arten globalt som livskraftig.

## Utseende
Vuxna individer blir 42 till 50 cm långa (huvud och bål), har en 6 till 13,5 cm lång svans och väger 1,8 till 2,95 kg. Arten päls är mjukare än pälsen hos större rödkanin (Pronolagus crassicaudatus). Den är mörkare brun på ovansidan och ljusare brun på undersidan. Svansen har en svart spets och huvudet är täckt av grå päls. Bakfötterna är i genomsnitt 10 cm långa och kortare än hos större rödkanin samt längre än hos Smiths rödkanin.

## Utbredning
Denna rödkanin förekommer i två från varandra skilda utbredningsområden, den första i Namibia samt angränsande delar av Angola och den andra från nordöstra Sydafrika över Botswana till Zimbabwe och angränsande Moçambique. Arten vistas där i kulliga regioner eller låga bergstrakter. Habitatet utgörs av klippiga gräs- eller buskmarker.

## Ekologi
Jamesons rödkanin äter främst gräs och honor föder en eller sällan två ungar per kull.
Arten söker under natten efter föda och vilar på dagen i bergssprickor eller i liknande gömställen. Den äter främst ungt gräs samt några andra växtdelar. För att utnyttja födan bättre är arten koprofag. Antagligen kan honor bli brunstiga under alla årstider. När honan inte är brunstig lever individerna vanligen ensam. Ibland bildas mindre flockar med en eller två hannar samt en eller några honor. Jamesons rödkanin har bra förmåga att klättra på branta klippor och den kan hoppa från sten till sten. När kaninen upptäcks av en människa stannar den så länge den kan på samma plats och när faran blir akut flyr den till närmaste gömställe.

## Underarter
Arten delas in i följande underarter:
- P. r. randensis
- P. r. caucinus
- P. r. whitei